# Городской университет Дублина
Городско́й университе́т Ду́блина (англ. Dublin City University, ирл. Ollscoil Chathair Bhaile Átha Cliath) — один из четырёх университетов Дублина. Современный кампус университета находится на севере ирландской столицы.
В настоящее время в университете обучаются более 11 000 студентов. Число сотрудников составляет около 440.
Университет был основан в 1975 году под названием National Institute for Higher Education; первые студенты записались в 1980 году. В 1989 году Dublin City University официально получил статус университета. Первым ректором университета был Dr. Danny O’Hare. Нынешний президент — немецкий профессор Фердинанд фон Прондцински.
Городской университет Дублина (Dublin City University, DCU) – один из самых известных центров высшего образования и научной работы в Ирландии. Университет был основан в 1975 году, первоначально как Национальный институт высшего образования. Планировалось, что он объединит под своей эгидой несколько дублинских технологических колледжей. Однако в 1978 году было решено придать этому учебному заведению независимый статус. В 1980 году институт принял первых студентов, а в сентябре 1989 года получил звание университета.
Городской университет Дублина предлагает большой выбор курсов, в том числе по искусствам и гуманитарным наукам. Однако его основные специализации со дня основания - научные и технические разработки, а также бизнес. На сегодня курс компьютерных технологий в DCU считается самым престижным в Ирландии – по количеству поданных заявок он в три раза превосходит аналогичный курс в любом другом высшем учебном заведении страны.
Отличительной особенностью DCU также является развитая система дистанционного образования. Первые курсы дистанционного образования по почте появились в университете еще в 1982 году. В 2004 году система была преобразована в компьютерную с элементами онлайн-обучения. В 2013 году при университете был открыт Национальный институт цифрового обучения (NIDL), предлагающий многочисленные курсы онлайн-образования с возможностью получения научных степеней, как для жителей Ирландии, так и для студентов со всего мира.
Структура курсов университета отличается большим разнообразием. В DCU работает три факультета (гуманитарных и социальных наук, естественных наук и здоровья, компьютерных технологий и инженерного дела), при каждом из которых действуют образовательно-исследовательские отделения –«школы», которые ведут обучение по программам бакалавриата и магистратуры. Например, при гуманитарном факультете действуют школы прикладной лингвистики, истории и географии, юриспруденции, при факультете компьютерных технологий – школы промышленной и механической инженерии, электронной инженерии, информатики и т.д. Отдельные подразделения университета – Институт педагогики (DCU Institute of Education) и Школа бизнеса (DCU Business School).
Университет имеет высокий академический рейтинг. Газета Sunday Times присваивала ему звание «Ирландский университет года» в 2005 и 2011 годах, а в 2021 университет удостоился звания “Университет года”. Это одно из трех заведений высшего образования в Ирландии, которое вошло в рейтинг 300 лучших университетов мира по версии THE (2007 – 2008 гг), а ряд отделений, например, школа социологии, входит в топ-250 профильных учебных заведений. Также университет неоднократно включался в список 50 лучших университетов мира моложе 50 лет.
Университет активно развивает партнерство с центрами исследований и высшими учебными заведениями в Ирландии и за рубежом. DCU сотрудничает с международной корпорацией Bristol-Meyers Squibb в создании биофармацевтических препаратов, участвует в международных исследованиях в области биомедицины, вычислительной физики, термоядерной энергии, его специалисты задействованы на строительстве международного экспериментального термоядерного реактора во Франции. DCU входит в консорциум инновационных европейских университетов ECIU. Кроме того, Городской университет Дублина имеет партнерские отношения с более чем 200 высшими учебными заведениями в 30 странах и участвует в программе Erasmus.
Городской университет Дублина уделяет особенное внимание трудоустройству своих выпускников. Первым в Ирландии, университет разработал и внедрил программу оплачиваемых стажировок INTRA, которая позволяет студентам приобрести не только теоретическое образование, но и практические навыки работы по выбранной специальности. Помимо предложений работы и стажировок, которые доступны на специальном сайте студенческой занятости университета, в рамках программы INTRA студентов учат навыкам самопрезентации, помогают составить резюме и сориентироваться в выборе профессий. Для этого организуются встречи с работодателями, семинары, лекции и даже индивидуальный коучинг.
Среди почетных членов и профессоров университета немало известных личностей, в том числе бывший премьер-министр Ирландии Джон Братон и эксперт по творческому мышлению Эдуард Де Боно. По состоянию на 2020 год в Дублинском городском университете учится 17400 человек и 1200 студентов проходят заочное обучение. Число выпускников превышает 80 тысяч. 20% студентов университета – иностранцы из более чем 110 стран мира.
Помимо высокого качества образования, Городской университет Дублина привлекает студентов-иностранцев и многочисленными стипендиальными программами. Например, абитуриенты, показавшие наивысшие баллы при подаче документов, могут претендовать на частичную оплату обучения, а самые одаренные абитуриенты могут подать на Государственную стипендию Ирландии для иностранных студентов, которая предусматривает не только полную оплату обучения, но и оплату проживания и других расходов.
Университет располагает тремя кампусами, расположенными на расстоянии примерно 2,5 км друг от друга. Площадь самого большого из них составляет 240 тыс. квадратных метров. Отдельные территории университета – это спортивный кампус и инновационный центр Alpha, где работают 35 исследовательских компаний, развивающих инновационные технологии, связанные с медициной, чистой энергией и «интернетом вещей». Инфраструктура университета включает многочисленные спортивные площадки, лаборатории, телевизионные и звуковые студии, собственный центр искусств и студенческий театр на 1000 мест, две библиотеки мирового уровня, бассейны, рестораны, бары и даже собственную радиостанцию.
Все кампусы Городского университета Дублина находятся в пределах 5 км от центра города в удобной доступности для пеших или велосипедных прогулок, на автомобиле или общественном транспорте.